# Свято-Миколаївська церква (Чернівці)
Свято-Миколаївський собор УПЦ — православний храм у Чернівцях, побудований у 1930-х роках, пам'ятка архітектури місцевого значення. Побудований в румунському стилі неороминеск.

## Опис
Собор Святого Миколая побудовано в Чернівцях у румунський період Буковини (1919–1940). Він уособлює на Буковині православну румунську національну традицію — побудований в румунському стилі неороминеск. На зв'язок із румунською культовою архітектурою вказують оригінальні «кручені» бані церкви.
Храм збудовано за зразком одного із шедеврів румунського середньовічного зодчества: православного Успенського архієрейського собору у румунському місті Куртя-де-Арджеш — місця останнього спочинку румунських королів.
Собор Святого Миколая — єдина православна церква Чернівців, у якій не переривалося богослужіння.
16 лютого 2025 року місцева громада ухвалила рішення про перехід з УПЦ московського патріархату до ПЦУ. Разом із Миколаївським храмом до ПЦУ перейшов і Свято-Духівський кафдеральний собор, що керувався московським патріархатом з 1945 року, а також Храм Петра і Павла.
Собор відкрито для відвідування з 6:00 до 22:00 без вихідних.

## Історія побудови
Миколаївський собор почали будувати у 1927 році, коли Буковинська митрополія активно взялась за розбудову православних храмів в зрумунізованих Чернівцях.
Власне крім самої Миколаївської церкви, в ті часи були збудовані Троїцька церква на вулиці Золочівській, храм Петра і Павла на вулиці Сторожинецькій, та Петропавлівський храм у передмісті Чернівців Горечі.
При таких активних та амбітних архітектурних планах митрополія змушена була навіть створити спеціальний відділ, що займався проектуванням церков.
Миколаївську церкву спроектували архітектори Вальтер Штюбхен-Кірхнер (нім. Walter Stübchen-Kirchner), Йозеф Ленер (нім. Josef Lehner) та Вірджил Іонеску.
Як і в випадку з будівництвом вірменського храму, при побудові Миколаївської церкви виникли фінансові труднощі, через що процес було призупинено на 10 років і відновлено вже аж у 1937-му. Тоді ж проект будівництва зазнав деяких змін, внесених архітекторами Радижевським, Іонеску та Олександром Івановим — головним архітектором Буковинської митрополії.
Процес побудови йшов значно швидше і був завершений за два роки (1939).
Основні будівельні роботи вела місцева фірма «Граніт».
Після цього було оголошено конкурс на виготовлення іконостасу, в якому перемогли бухарестський художник Пауль Молда (іконописець) та скульптор Григорій Думітреску-Ловендаль, який виконав роботи по дереву.
Тринадцять вітражів виконав ще один житель Бухареста, художник Кірович, а каркаси для них спорудив чернівчанин Вільгельм Свідерський.
Огорожу виконав теж чернівчанин — Олександр Манковський, за проектом архітектора Вірджила Іонеску.
З Трансильванії прибули до церкви два дзвони: вагою в 948 та 592 кілограми. Виготовила їх фірма Фрідріха Хеніга. Голосові зв'язки храму вперше дали себе почути 2 листопада 1938 року в дзвіниці, яка будувалася під керівництвом чернівчанина Теодора Огоновського.
Звести храм потрібно було на досить обмеженій земельній ділянці, щільно оточеній міською забудовою, поблизу трьох інших храмів (дерев'яна Миколаївська церква, Вірменська церква Святих Апостолів Петра і Павла, греко-католицький Успенський собор). Інша проблема була з орієнтацією. Головний вхід проектантам хотілося зробити на одну з найважливіших артерій Чернівців — вулицю Руську. Та такий поворот змусив би зорієнтувати вівтар на північ, що суперечило церковним канонам, за якими він має бути звернений на схід.
Рішення прийняли нестандартне, як і багато що у цьому храмі: головний вхід таки зробили на вулицю Руську, а вівтар орієнтували на схід, як і годилося (він праворуч від входу).
У плані церква є хрестова: на сході та заході є п'ятикутні апсиди.
Головний вхід має характерний для Румунії відкритий притвор — ґанок з колонами та аркадою. Схожа аркада є і в інтер'єрі церкви.
Храм був освячений 6 грудня 1939 року.

## Функціонування храму в радянський і пострадянський період
Цьому собору випало бути одним із небагатьох чернівецьких храмів, який за радянської влади не закрили, і де не переривалась церковна служба.
Завдяки цьому всередині зберігся самобутній інтер'єр буковинської церкви першої половини XX ст., зокрема старовинний різний іконостас та вітражі під банями.
Також вціліли мощі Святих мучеників, ікони, бронзове панікадило, підсвічники та інше церковне начиння.
Собор продовжує нормально функціонувати і в наші дні.
Головну увага туристів прикута до незвичної форми перекручених бань малих куполів.
24 лютого церква офіційно перейшла від УПЦ МП до ПЦУ.

## Легенда
За легендою, майстри, що будували церкву, ніяк не могли завершити будівництво. Все що за день побудують, те до ранку розвалиться. Якось старший майстер побачив сон, що потрібно принести жертву і тоді вони взможуть добудувати церкву. Вирішили майстри, що чия жінка першою принесе обід, ту й замурують у стіну храму. Першою обід принесла дружина старшого майстра. Він її неначе жартома попросив стати до стіні — мовляв, зараз ми тебе замуруємо. Вона підтримала гру, а її замурували по-справжньому. Почала жінка кричати, а вже було пізно. Стиснувши зуби, будували майстри аж до ночі — і завершили будову. На ранок побачили, що церква не розвалилася, а ось куполи її перекручені, неначе від болю та мук.

## Світлини

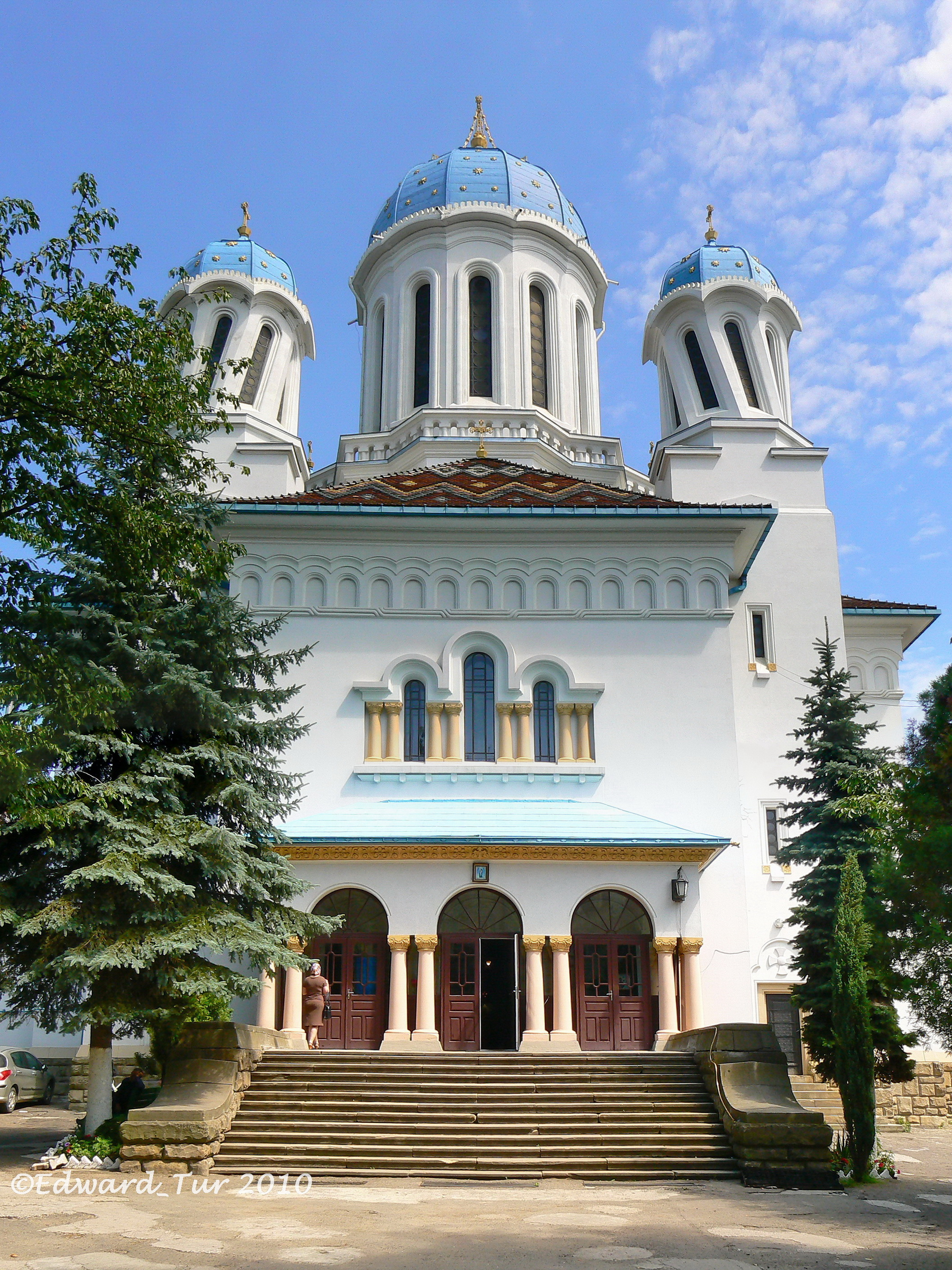
Свято-Миколаївський собор
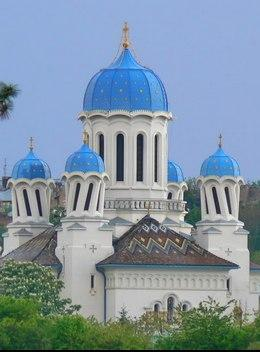
Бані Свято-Миколаївського собору
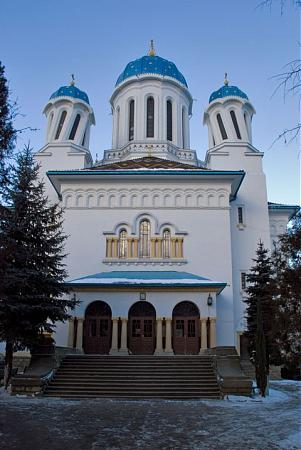
Свято-Миколаївський собор
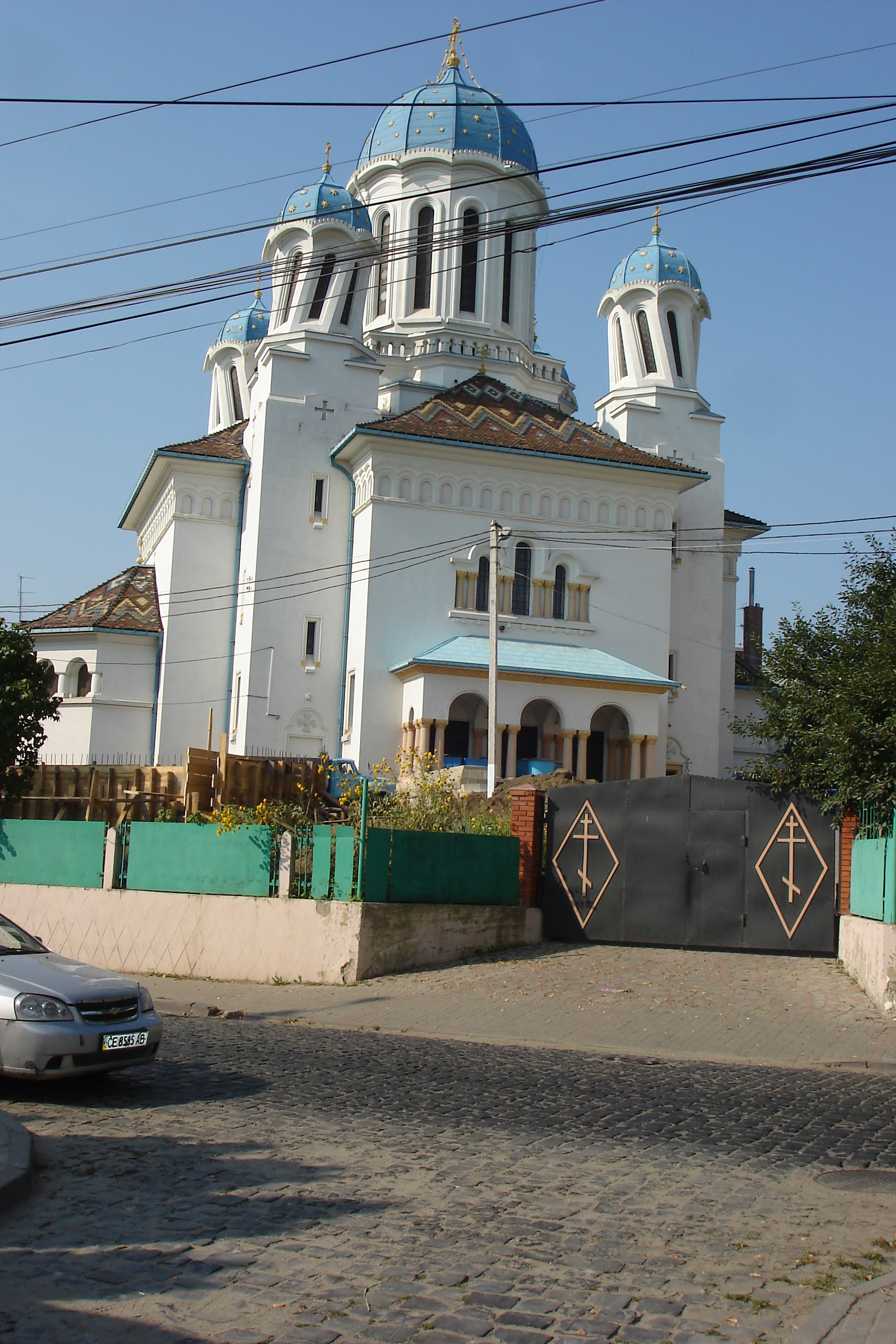
Вигляд зворотньої сторони
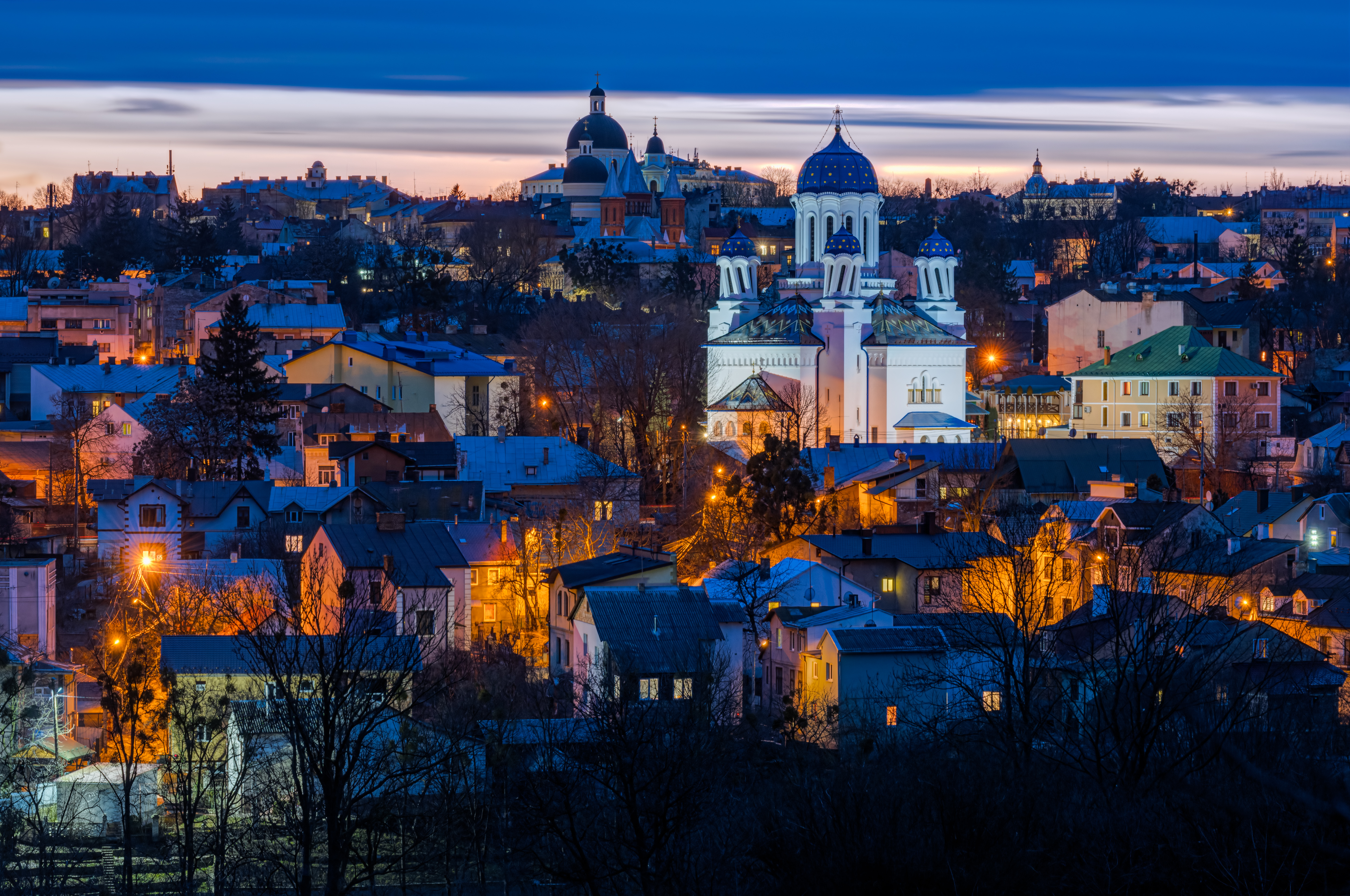
Загальний вигляд